# Antigone Costanda
Antigone Costanda (en arabe : أنتيجون كوستان) est un mannequin égyptien et une reine de beauté. Elle est Miss Égypte 1953. Le 18 octobre 1954, elle est élue Miss Monde lors de la cérémonie qui se tient au Lyceum Theatre de Londres,. Elle n'assiste pas l'année suivante, au concours de beauté Miss Monde de 1955 à Londres, en raison des hostilités entre l'Égypte et la Grande-Bretagne sur le canal de Suez.

## Filmographie
- 1956 : Femmes seules (Donne sole) de Vittorio Sala